# Cal Puigjaner
Cal Puigjaner és una casa situada al carrer Creu Real d'Olesa de Montserrat, a la part nord i alta del nucli antic de la vila, molt a prop del Porxo de Santa Oliva.

## Descripció
Casa pairal situada al nucli urbà entre mitgeres amb la façana al carrer Creu Reial i al carrer Santa Oliva, una de les més notables d'Olesa. El casal, profundament reformat al segle xix, ha mantingut les característiques constructives d'aquesta època. Consta de planta baixa i dos pisos. La façana, molt austera, segueix una composició simètrica amb tres eixos de balcons als dos pisos superiors. És arrebossada i no presenta cap decoració, a part d'un portal adovellat i una petita fornícula al costat del balcó central. L'interior es distribueix en tres crugies. A la planta baixa hi ha un llarguíssim celler i altres elements com un pou i dues tines, o la cuina amb la llar de foc. Les plantes superiors, on hi havia la part residencial, estan distribuïdes al voltant d'un pati cobert. Al primer pis es conserven pintures murals corresponents al segle xviii. A la part posterior, junt al pati, l'immoble s'allarga per un dels costats amb unes dependències antigament dedicades a l'elaboració del vi. Es tracta d'una construcció que consta de diferents trams, alguns sostinguts amb arcs diafragmàtics de maó, i que desemboca al carrer de Santa Oliva. El seu interior, tot i que en un estat molt precari, conté un conjunt molt interessant dedicat a la producció de vi en l'època de la primer mecanització; és a dir, entre mitjan segle xix i començament del xx. Entre d'altres elements, es conserven un bon nombre de botes, una premsa, el raïl per a una vagoneta o una bomba mecànica. A la part posterior hi ha un gran jardí. A la tarja de ferro de la porta d'accés al jardí hi ha la data 1857, que indicaria la reforma d'aquest espai.

## Història
Cal Puigjaner és una de les cases pairals més importants d'Olesa i ja consta al capbreu de 1548, poc després de ser edificada, i en el qual s'indica que era propietari Baltasar Viladoms. Posteriorment, el 1610, aquest ven la casa a Guillem de Puigventós i entre els anys 1655 i 1716 la casa passà a ser propietat dels Valldeperes, els quals també posseïen Sant Pere Sacama. En la mateixa època els Valldeperes s'uniren via matrimonial amb els propietaris del mas Singla, cosa que comportà l'ampliació de la casa incorporant dues cases veïnes. El patrimoni va créixer quan a finals del segle xviii la pubilla es va casar amb el terratinent de Capellades, Josep Puigjaner, esdevenint així la família amb més patrimoni d'Olesa. Durant el segle xix es van fer els balcons al casal i es va fer una reforma important. La família Puigjaner va dedicar-se a la producció del vi tal com queda pales en les construccions que contenen elements mecanitzats per a la producció del vi, com els raïls i vagonetes que encara es conserven.
Fins fa ben poc la casa encara conservava el seu antic mobiliari, el qual tenia un alt valor patrimonial. Si que s'ha conservat, però la documentació antiga que avui dia es troba a l'arxiu històric d'Olesa.
L'Ajuntament d'Olesa va adquirir l'immoble amb la idea de convertir-lo en un museu. L'associació de pessebristes d'Olesa ha utilitzat la casa com a taller i lloc d'exposicions de forma temporal. L'11 de març del 2023 es va inaugurar el nou Centre Cultural de Cal Puigjaner mostrant un tast del patrimoni natural i cultural del Montserratí.

## Centre Cultural de Cal Puigjaner
L'Ajuntament va inaugurar l'11 de març del 2023 l'exposició Terra i ànima i l'espai Montserrat vinculat al Parc Rural del Montserrat.